# La Nouvelle (nouvelle)
Cet article concerne la nouvelle de Dino Buzzati. Pour le village de La Réunion, voir La Nouvelle.
La Nouvelle (La notizia) est une nouvelle de l'écrivain italien Dino Buzzati, publiée en 1958 dans le recueil Sessanta racconti.
La traduction en français de cette nouvelle paraît pour la première fois en France en 1968 dans le recueil Les Sept Messagers. Elle n'est pas présente dans le recueil original italien I sette messaggeri.

## Résumé
Le chef d'orchestre Arturo Saracino est en train de diriger l'exécution de la huitième symphonie de Brahms au théâtre Argentina. Bien que dos au public, il sent tout à coup, alors que s'exécute un passage éminemment technique, que l'attention de la salle le quitte. Il doit pourtant poursuivre, malgré la terrible épreuve qui lui est infligée là. Sans doute une nouvelle, une terrible nouvelle venait-elle de pénétrer dans le théâtre romain, et tout le monde prenait la fuite. 
Mais le brio du maître et la fougue de l'exécution de l'œuvre parviendront néanmoins à retenir momentanément chaque membre de l'auditoire à sa place.

## Éditions françaises
- In Les Sept Messagers, recueil de vingt nouvelles de Dino Buzzati, traduction de Michel Breitman, Paris, Robert Laffont, coll. « Pavillons », 1968
- In Les Sept Messagers, Paris, UGE, coll. « 10/18. Domaine étranger » no 1519, 1982  (ISBN 2-264-00478-9)